# Zilverperoxide
Zilverperoxide is een krachtig ontsmettingsmiddel op basis van 50% waterstofperoxide en colloïdaal zilver.
Het zilver wordt gebruikt als activator en stabilisator waardoor zilverperoxide een zeer krachtige werking heeft, maar tevens een langdurige werking.
Zilverperoxide is het meest geschikte middel om biofilm uit waterleidingsystemen te verwijderen. 